# 张其二
张其二，陕西韩城人，是一名清朝政治人物。贡生出身。
张其二曾于1712年接替袁宏益任嘉定县知县一职，1713年由刘文灿接任。